# Bruce Lee
Bruce Lee (San Francisco, 27 de novembre de 1940 - Hong Kong, 20 de juliol de 1973) va ser un actor d'arts marcials sinoamericà, considerat un dels artistes marcials més influents del segle xx. Reconeguda figura i renovador de les arts marcials, va dedicar la seua vida a eixes disciplines, cercant la perfecció i la veritat. Va fundar l'art marcial del Jeet Kune Do (JKD) o "camí del puny que intercepta". Les poques pel·lícules de Lee, especialment la seva actuació a Enter the Dragon, produïda a Hollywood, van elevar les tradicionals pel·lícules d'arts marcials de Hong Kong a un nou nivell de popularitat. Va obrir el camí per a posteriors artistes marcials i actors d'arts marcials com Jackie Chan, Jet Li, Chow Yun-Fat, i Chuck Norris.
Bruce Lee va néixer a Chinatown (San Francisco), un 27 de novembre de 1940, l'any del drac (d'acord al calendari xinès); no obstant això, Bruce es va criar a Kowloon (Hong Kong), lloc on va començar a entrenar als tretze anys i a practicar de manera formal les arts marcials xineses del Taichí amb el seu pare, i després l'estil Wing Chun amb el mestre Ip Man. Des de ben petit, va aparèixer en pel·lícules interpretant nens i posteriorment adolescents. Als divuit anys, Bruce va tornar als Estats Units, on va començar els seus estudis de filosofia a la Universitat de Washington. Sent un innovador i pensador, va aplicar al seu art allò que s'ha après; va estudiar el pensament de diversos filòsofs occidentals i orientals provinents del taoisme com Lao-Tsé i Chuang-Tsé 1112 a més, va començar a entrenar els seus companys d'universitat en l'art del kung-fu xinès.

## Noms

### Noms de naixement
- Lee es deia: en cantonès (李振藩; Mandarí Pinyin: Lǐ Zhènfán. Literalment vol dir enforteix San Francisco, en homenatge al nom xinès del seu lloc de naixement, 三藩市).
- Quan va néixer les infermeres de l'hospital li van posar el nom anglès Bruce, nom que va conservar.
- La mare de Lee inicialment li va donar un nom (李炫金; en Mandarí Pinyin: Lǐ Xuànjīn). Llavors, el pare de Lee era fora de gira operística. Quan va tornar després d'uns mesos, es va empipar perquè era el nom de l'avi de Lee. A la cultura xinesa, es considera un tabú posar-li a un nen el mateix nom d'un avantpassat. Lee va ser rebatejat llavors Jun-fan (admirador de juny en anglès).
- Lee també va rebre un nom femení a la seva primera infantesa, Sai Feng (細鳳, literalment Prim Phœnix, un nom femení típic).

### Nom artístic

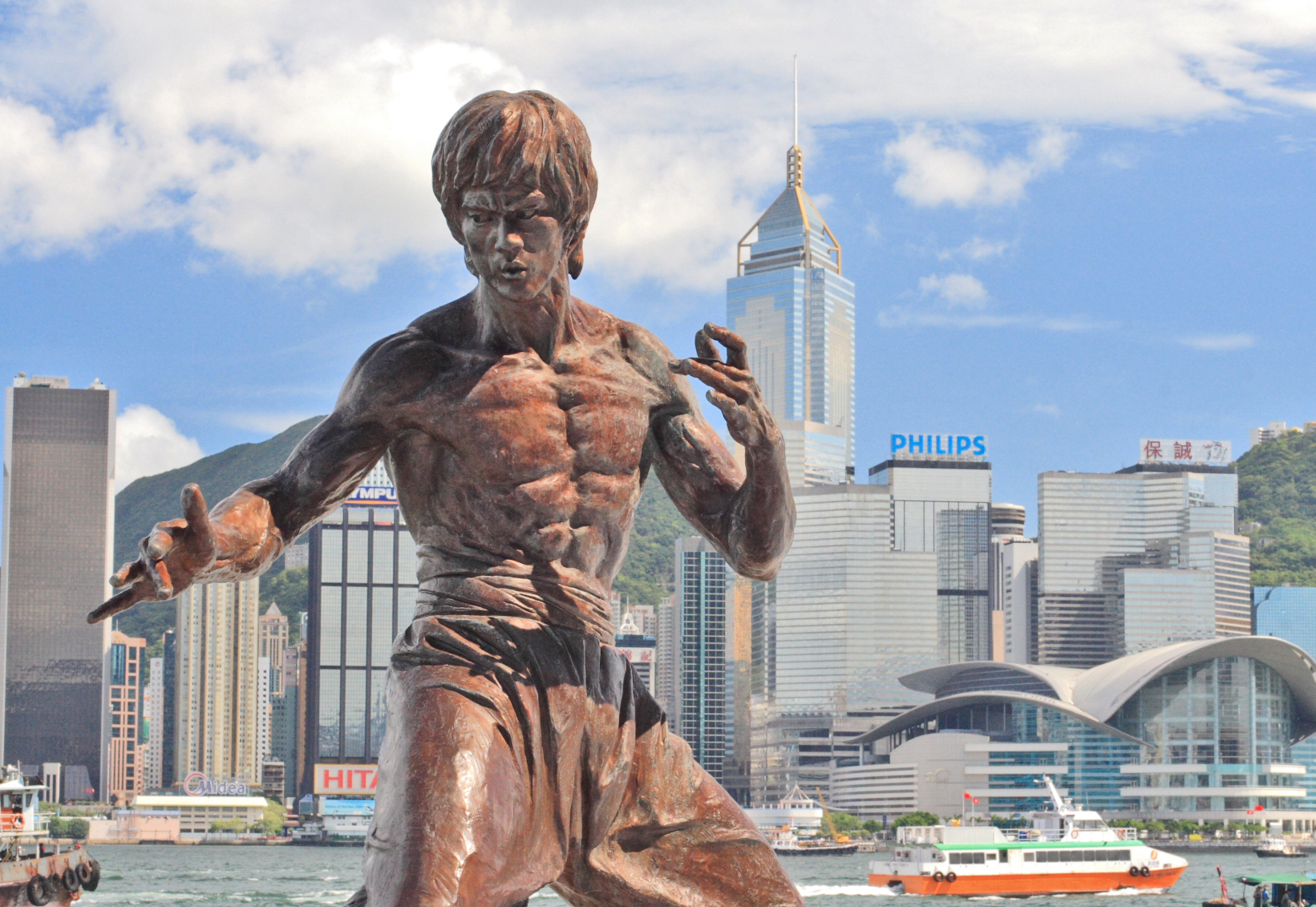
Estàtua de Bruce Lee a Hong Kong.

Lee Siu-lung en cantonès o Li Xiaolong en mandarí (李小龍; en Cantonès pengyam: Ley⁵ Siw² Long4; en Mandarí Pinyin: Lǐ Xiǎolóng), literalment Lee petit drac, nom posat pel director 袁步雲 de la pel·lícula cantonesa de 1950, 細路祥). 	

## Biografia

### Infància
Bruce Lee va néixer entre les 6 i les 8 del matí d'un 27 de novembre de 1940 al Chinese Hospital, ubicat a la Jackson Street (carrer Jackson) de Chinatown, San Francisco (Califòrnia). Va néixer a l'hora i any del drac, que segons les tradicions de l'astrologia xinesa és un presagi de bona sort; els nascuts sota aquest signe són considerats persones nobles, carismàtiques, poderoses, sàvies i creatives.

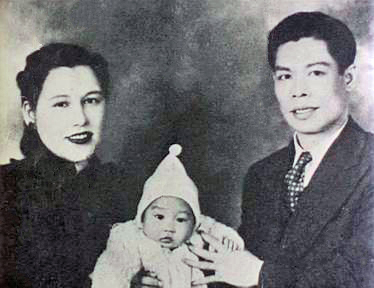
Bruce Lee (bebè) i els seus pares Grace Ho i Lee Hoi-chuen.

El matrimoni entre el seu pare, Lee Hoi-chuen, d'ètnia han, i la seva mare, Grace Ho, d'ascendència sini-germana, va donar com a fruit a cinc fills. Bruce va ser la cambra d'aquests fills; els seus germans van ser: Phoebe Lee, Agnes Lee, Peter Lee, i Robert Lee. El naixement de Bruce als Estats Units es va produïr de casualitat, ja que el seu pare, que treballava com a actor de pel·lícules cantoneses i comediant a l'òpera xinesa, es trobava de gira presentant una obra de l'Opera Company que va passar per aquell temps per San Francisco.
Segons els papers lliurats pel Departament de Treball dels Estats Units, Lee va ser inscrit amb un nom xinès i un altre nord-americà. El nom xinès Jun-Fan li va ser donat per la seva mare i se li va inscriure com Lee Jun-Fan, mentre que el nom en anglès, Bruce, va ser suggerit per una infermera del Chinese Hospital, María Glover, per tal que el nounat portés un nom occidental per així evitar qualsevol tipus de problemes amb la seva partida de naixement nord-americana; finalment els seus pares van estar d'acord amb el que va dir la infermera i també va ser inscrit amb aquest nom, Bruce Lee.
Quan Bruce va complir tres mesos, els seus pares van rebre una correspondència des de Hong Kong on se'ls indicava que no tornessin ja que la invasió japonesa a Manxúria feia la situació molt complicada, però Lee Hoi-chuen va optar per fer-ho de totes maneres, ja que allí es trobaven els seus altres fills, Peter, Agnes i Phoebe.
Ja estant a Hong Kong, la família Lee va viure en una residència de només dues habitacions al 218 de Nathan Road, Kowloon, però van tenir problemes per l'ocupació japonesa durant els anys de la Segona Guerra Mundial (1939-1945); Grace Ho va passar aquells anys preocupada ja que a l'altra banda del carrer es trobaven els campaments militars japonesos i constantment Bruce els desafiava aixecant els punys en senyal de baralla, a més, quan els avions de caça japonesos Mitsubishi A6M Zero volaven a baixa altitud, Bruce anava al terrat de l'edifici on residien per intentar colpejar-los amb qualsevol cosa que tingués al seu abast.
Quan va concloure la Segona Guerra Mundial el 1945, Lee Hoi-chuen va tornar a la seva feina d'actor i molt sovint era acompanyat pel seu fill Bruce, que llavors tenia 6 anys; a través d'això és que Bruce va passar un càsting i va participar en la pel·lícula The Birth of Mankind.

### Noms

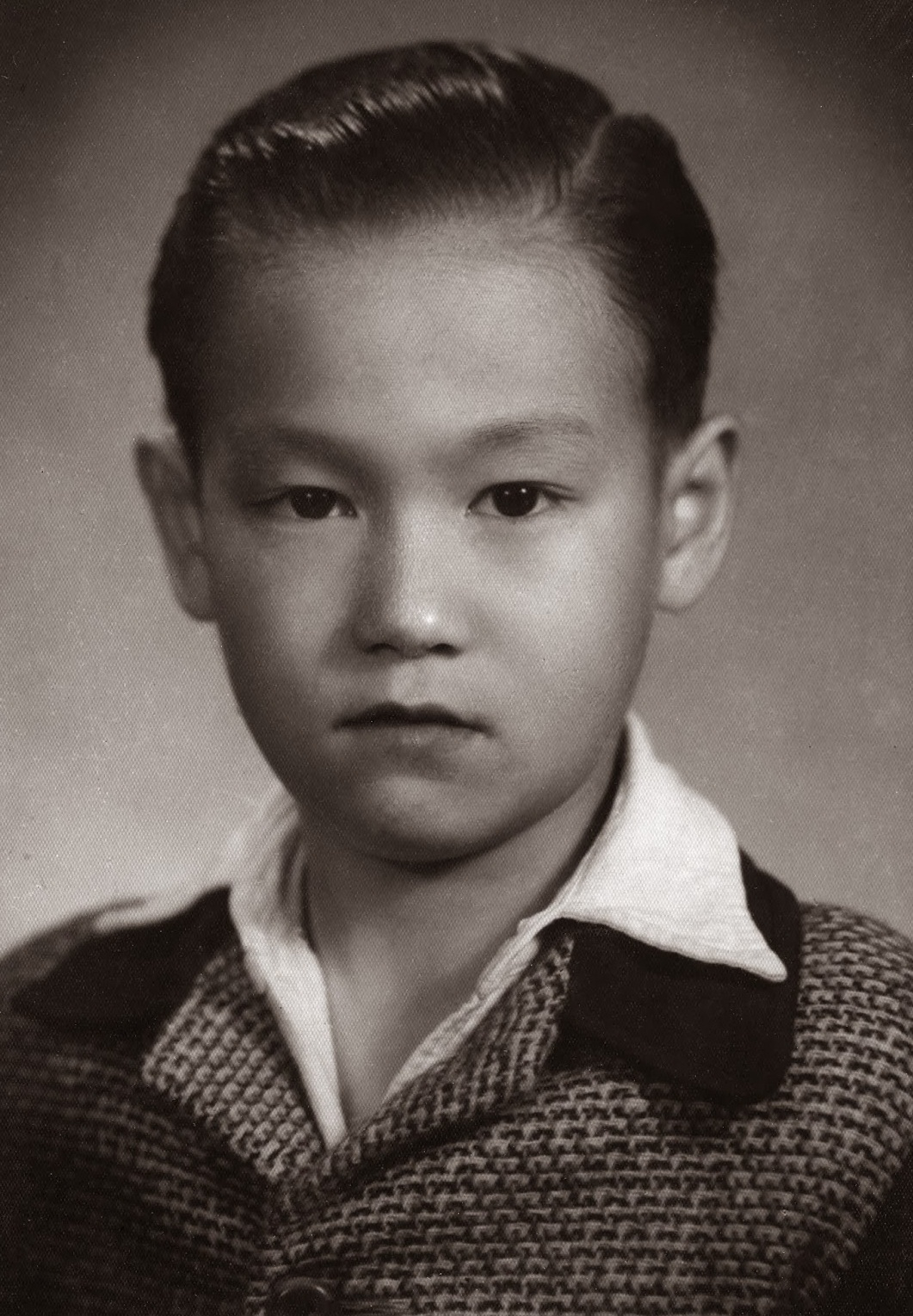
Bruce Lee durant la seva infantesa.

Com és costum xinès posar el cognom davant del nom, Bruce va ser inscrit com a «Lee Jun-Fan», però el nom «Jun-Fan» té la seva pròpia explicació. El significat del nom «Jun» és "despertar o fer pròspera alguna cosa" mentre que la síl·laba «Fan» es refereix al nom xinès de la ciutat de San Francisco, però el seu veritable significat és el de defensar els països petits de l'abús dels grans; el nom «Fan» era molt utilitzat pels xinesos nascuts a Hong Kong ja que aquells dies se sentien inferiors davant dels països invasors i el seu desig era eclipsar i ser superiors davant les potències estrangeres, a més de recuperar l'edat d'or de la Xina . Per tant, el veritable significat del nom «Jun-Fan» era el de "despertar i fer pròspera una petita nació", a més de protegir-los de l'abús dels països invasors, sent aquests Japó i el Regne Unit.
No obstant això, durant els primers anys de la seva vida, la mare de Lee Hoi-chuen va decidir anomenar-lo sota el pseudònim femení de Sai Fon que significa «petit fènix», seguint una vella i supersticiosa tradició en la qual es tractava d'amagar el sexe del nounat davant dels esperits malignes que es roben al nadó home; els pares de Bruce ja havien patit la pèrdua d'un primer fill els primers anys del seu matrimoni, per això va ser que els pares i l'àvia de Bruce el van començar a anomenar així perquè els esperits passessin de llarg.
El nom occidental «Bruce» va ser utilitzat per primera vegada quan va complir els dotze anys i va ser inscrit a l'escola secundària La Salle, un institut catòlic de Hong Kong on se li va començar a ensenyar l'idioma anglès. Fins aleshores, ell no sabia quin era el seu nom occidental i al moment que se li va demanar als estudiants que escrivissin el seu nom, Bruce va copiar el nom de l'estudiant del costat.
Els seus noms en pantalla van ser Lee Siu Lung (en cantonès) i Li Xiao Long (en hanyu pinyin 李小龙, en mandarí simplificat), que literalment significa «Li el petit drac». Aquests noms van ser usats per primera vegada en la pel·lícula de 1950 My Son, A Chung.

### Practicant de Wing chun i alumne d'Ip Man
Durant la seva infantesa va començar a assistir a l'escola primària Tak Sun, que estava a algunes illes de casa seva i quan tenia al voltant de dotze anys va ser inscrit a un institut catòlic de parla anglesa, el Col·legi de La Salle, d'a on va ser expulsat per mal comportament; per aquell temps, ell no estava interessat a l'escola, la seva actitud envers els professors i directors del col·legi de La Salle era desafiant, les seves qualificacions no eren altes i la seva reputació com a colla va derivar en una expulsió.
«Jo era un noi desubicat que anava a buscar baralles. Fèiem servir cadenes i bolígrafs amb ganivets ocults al seu interior.»
Un dia, quan tornava de casa a l'escola, Bruce, sense suport de la seva banda, va ser sorprès per uns mal·leants que van intentar clavar-li una pallissa, i després de sortir il·lès d'aquesta situació, el seu pare li va ensenyar les bases de l'art marcial del tai-txi chuan com a sistema de defensa i també per apartar-lo del camí de la violència, però Bruce va trobar aquest estil una mica lent i molt complicat, per la qual cosa es va plantejar aprendre un altre art marcial.

El mestre Ip Man i Bruce Lee practicant wing chun.

Per aquell temps, Bruce coneixia un noi de la seva edat, o poc més gran, William Cheung, qui sempre estava ficat en baralles i mai perdia. Un dia, Bruce va preguntar-li la raó per la qual sempre guanyava i aquest li va comentar que era degut al seu entrenament en arts marcials. En aquella ocasió, William li va proposar aprendre l'estil xinès del wing chun i Bruce ho va acceptar. El comportament de Bruce quan va ingressar per primera vegada a l'acadèmia d'Ip Man no va ser gaire respectuós, sobretot tractant-se d'un noi oriental, per això Ip Man va decidir que Bruce no estava capacitat per aprendre l'art del Wing chun i així li ho van comunicar per mitjà de William Cheung. Bruce va decidir tornar l'endemà amb humilitat i respecte i aleshores el mestre Ip Man li va donar unasegona oportunitat. Bruce va estar entre tres i quatre anys aprenent Wing chun sota la tutela d'Ip Man, encara que la major part del seu entrenament el va rebre de part d'un dels seus millors alumnes, Wong Shun-leung.

Lee el 1958, ballant txa-txa-txa.

Després de ser expulsat del Col·legi de La Salle, els seus pares ràpidament el van inscriure en un altre col·legi catòlic anomenat Saint Francis Xavier (Col·legi de San Francisco Javier), a Kowloon; per aquells temps hi havia tornejos interescolars en esports, ja que es tractava de col·legis de marcada influència anglesa, on realitzaven tornejos de boxa occidental entre ells. Bruce va decidir prendre part en un d'ells, que es va celebrar a l'escola de St. George; ho va guanyar després de vèncer al tercer round i per nocaut al tres vegades campió, Gary Elms. Abans d'arribar a la final, Bruce havia noquejat els boxejadors Yang Huang, Lieh Lo i Shen Yuen al primer assalt. També va ser introduït pel seu germà Peter Lee en l'art de l'esgrima occidental, de la qual el seu germà era campió. Totes aquestes influències van tenir repercussió a l'hora de crear el seu propi estil anys més tard.
Al mateix temps que Bruce era practicant de Wing chun, es va apuntar a classes de ball, la qual cosa el va portar més endavant a ser campió de cha-cha-cha. Aquesta sortida inversemblant del món de violència que envoltava Bruce va fer que s'encaminés de manera més seriosa i professional al camp de l'expressió artística i l'entreteniment.

### Deixant Hong-Kong
A inicis de 1959, una escola de kung-fú va desafiar l'escola d'Ip Man a una baralla, per la qual cosa es van reunir al terrat d'un dels edificis d'apartaments. Bruce va representar el Wing chun i es va enfrontar davant el noi representant de l'escola de Choi Li Fut; durant el combat, Bruce va ser atacat amb un cop il·legal quedant amb l'ull ferit, però va reaccionar ràpidament i li va donar una sèrie de cops al seu rival deixant-lo inconscient, al punt de trencar-li unes quantes dents. Els pares d'aquest noi no van dubtar a denunciar Bruce davant la policia, cosa que el va portar a ser detingut fins que la seva mare va anar a recollir-lo. 

Amb el temps, els pares de Lee van decidir que l'única alternativa que els quedava era enviar al problemàtic Bruce lluny de Hong-Kong perquè així pogués tenir una vida més segura i saludable. Els seus pares tenien el temor que Bruce fos atacat o reclutat per alguna organització criminal com la Tríada, ja que anteriorment s'havia barallat amb membres d'aquesta banda en tractar d'ajudar a un amic seu; a més, les seves constants baralles de carrer havien fet que la policia el tingui a la mira i existia la possibilitat que anés a la presó. 
«L'agent de la policia va venir i li va dir al meu pare: "Disculpi Sr. Lee, el seu fill es baralla molt a l'escola. Si es fica en una baralla més, l'hauré de ficar a la presó".» Robert Lee sobre la volta de Bruce als Estats Units. 
A l'abril d'aquell any i ja després d'aquella baralla, Bruce se'n va anar amb destí als Estats Units per quedar-se amb la seva germana gran, Agnes Lee, que ja estava vivint amb alguns amics de la família a San Francisco. Els seus germans grans, Peter i Agnes, ja havien estat als Estats Units amb visats d'estudiant, acabant la seva educació superior. Bruce no s'havia graduat formalment de l'escola secundària i estava més interessat en les arts marcials, el ball i l'actuació, però la seva família va decidir que era el moment perquè tornés a la terra on va néixer i hi pogués trobar el futur.

### Nova vida als Estats Units
El 29 d'abril de 1959, amb divuit anys d'edat i amb cent dòlars a la butxaca, Bruce va abandonar Hong Kong i va marxar cap a San Francisco, Estats Units, al vapor American Presidents Line. Bruce va iniciar el seu viatge a la coberta inferior de la nau, però ràpidament va ser convidat als allotjaments de primera classe per donar als passatgers classes de ball com a professor de txa-txa-txa i de pas guanyar una mica de diners. Divuit dies després d'haver pujat al vaixell i després d'una breu escala a Osaka, en la qual Bruce va aprofitar per anar a Tòquio, el vaixell va arribar a San Francisco. La raó oficial del seu viatge era obtenir la nacionalitat nord-americana, ja que en haver nascut a San Francisco podia aconseguir-la si tornava a residir-hi en arribar a la majoria d'edat. Quan va ser a San Francisco, Bruce va realitzar tot el tràmit necessari per aconseguir la nacionalitat nord-americana i ja després es va traslladar a la ciutat de Seattle, a l'estat de Washington, on va tenir allotjament a més de treball al restaurant d'una vella amiga de la família, Ruby Chow. 
Per aquell temps, Bruce no pensava en l'actuació ni en el ball, ja que tenia la intenció d'acabar la seva educació secundària, per això és que es va inscriure a l'Edison Technical School (Escola Tècnica d'Edison), d'on es va graduar el 1960. Després es va inscriure a la Universitat de Washington, a la facultat de filosofia, drama i psicologia, el 1961.

## Carrera com a artista marcial

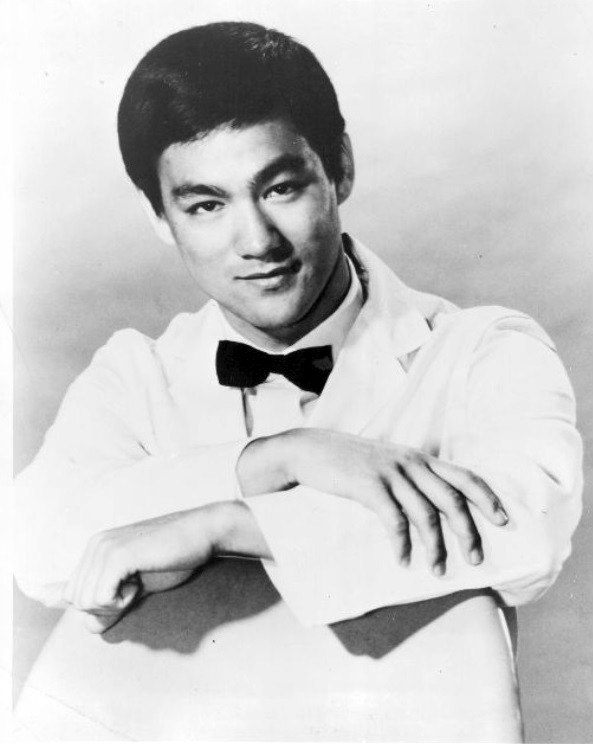
Bruce Lee del 1967.

Durant els quatre anys (1961-1964) que va estudiar a la universitat, Bruce va tenir diversos petits treballs en restaurants, diaris i similars; no obstant, va haver de renunciar a aquests per poder guanyar-se la vida fent classes de wing chun kung-fú a l'habitació sense finestres que li prestava de tant en tant Ruby Chow i en parcs públics, a més d'ensenyar en garatges buits els dissabtes. 
Allí Bruce Lee havia instal·lat un sac i un ninot de fusta per poder entrenar sempre que el temps li ho permetia, encara que els veïns es queixaven del soroll que feia quan entrenava i va haver de deixar-ho. Com que no tenia amics, va començar a assistir a les reunions d'una societat xinesa, on hi havia gent que també practicava kung fu i altres estils del nord de la Xina, en què predominava l'ús de les cames, ús que Bruce desconeixia, ja que el wing chun treballa cames a un nivell molt baix. La societat va decidir donar una demostració i així Bruce va poder conèixer al que seria un dels seus millors amics allà a Seattle, Jesse Glover.

## Arts

### Filosofia
Encara que és més conegut com a artista marcial i actor, Bruce Lee es va llicenciar en Filosofia a la Universitat de Washington. La seva filosofia sovint reflectia les seves opinions sobre la lluita. Tanmateix, aviat va dir que les seves arts marcials eren només una metàfora d'aquests ensenyaments. Les seves influències eren en gran part el daoisme, el budisme i una barreja de filòsofs hippies contemporanis. Krishnamurti és un dels seus autors contemporanis preferits.

### Poesia
Apart de les arts marcials i la filosofia, que se centren en l'aspecte físic i l'autoconsciència a la recerca de veritats i principis, Lee també va escriure poesia, que reflectia la seva emoció i una etapa de la seva vida de forma col·lectiva. Moltes formes d'art romanen en concordança amb l'artista que les crea. El principi d'autoexpressió de Lee es va aplicar també a la seva poesia. La seva filla Shannon Lee va dir: "Ell escrivia poesia; era realment l'artista més complet". Les seves obres poètiques van ser originalment escrites a mà en paper, i més tard editades i publicades, sent John Little el principal autor (editor) de les obres de Bruce Lee. Linda Lee Cadwell (esposa de Bruce Lee) va compartir les notes, els poemes i les experiències del seu marit amb els seus seguidors. Va dir que "els poemes de Lee són, per als estàndards americans, força foscos, i reflecteixen els racons més profunds i menys exposats de la psique humana". La majoria dels poemes de Bruce Lee es classifiquen com antipoesia o cauen en la paradoxa. L'estat d'ànim en els seus poemes mostra el costat de l'home que pot comparar-se amb altres poetes com Robert Frost, un dels molts poetes coneguts que s'expressen amb obres poètiques fosques. La paradoxa presa del símbol del Yin i Yang en les arts marcials també es va integrar en la seva poesia. Les seves arts marcials i la seva filosofia contribueixen en gran manera a la seva poesia. La forma de vers lliure de la poesia de Lee reflecteix la seva famosa cita "No et quedis uniforme, sigues com l'aigua".

## Vida privada

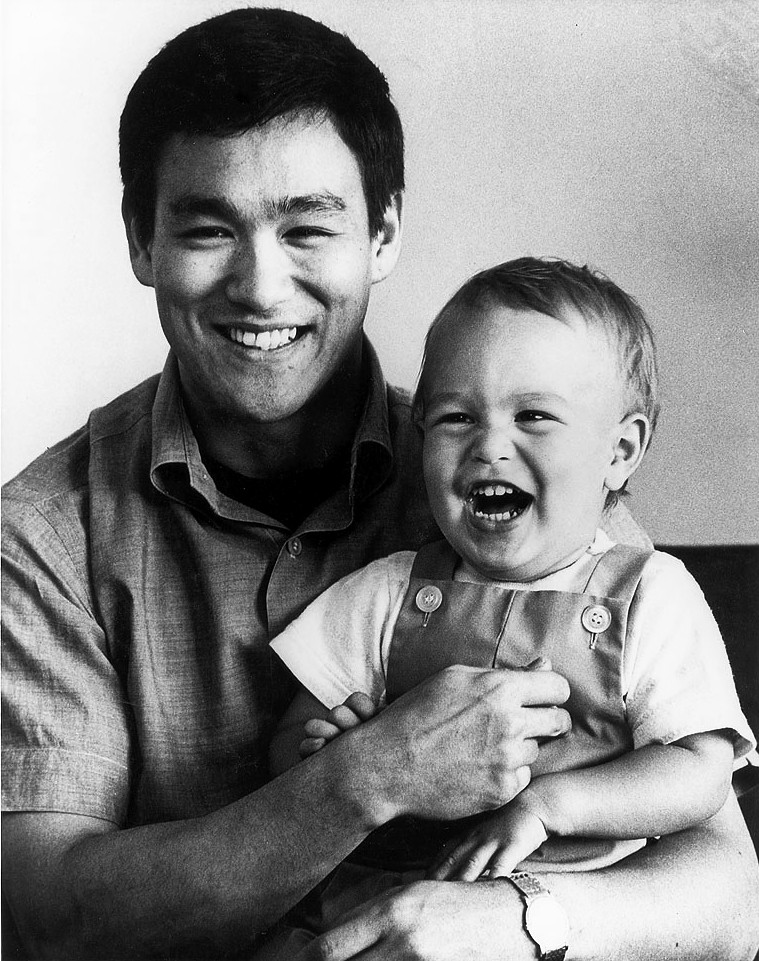
Bruce Lee i el seu fill Brandon el 1966.

El març de 1961, Bruce Lee va començar a estudiar a la Universitat de Washington, on es va especialitzar en filosofia; durant la tardor de 1962 va començar a fer classes de kung fu al restaurant «Space Needle» a Seattle i va ser durant el transcurs d'una de les seves classes que va conèixer una jove anomenada Linda Emery Cadwell (dona caucàsica de pares de nacionalitat anglesa i sueca), la qual havia estat convidada per un dels amics de Bruce. Després de sortir un temps, es van fer nuvis. Durant l'any 1963, Bruce va obrir el Jun Fan Gung Fu Institute a la ruta universitària 4750 a Seattle, que es va convertir en poc temps en una famosa acadèmia d'arts marcials; el preu per ser alumne era de vint-i-dos dòlars per mes. Tot i així, Bruce sentia que Seattle no li oferia les possibilitats que li podria oferir Califòrnia i va decidir traslladar-s'hi.

## Ultims mesos i defunció

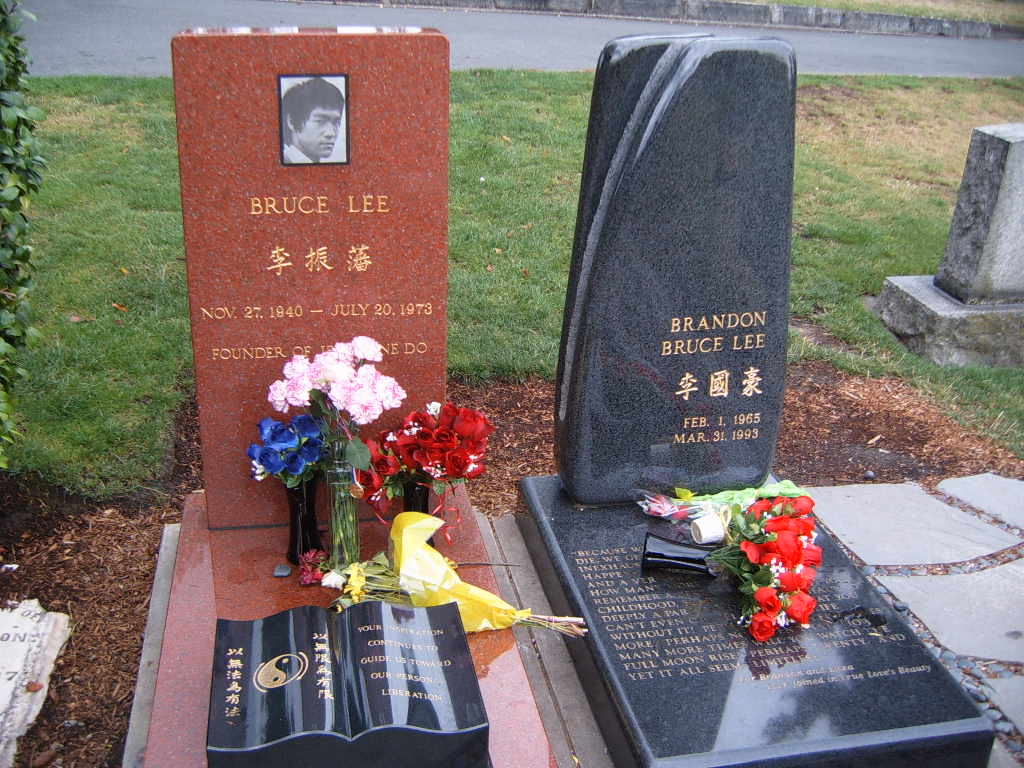
La tomba de Bruce Lee està al costat de la del seu fill Brandon al cementiri Lakeview de Seattle.

Bruce Lee va tenir una vida molt curta. Mesos abans de morir, Bruce havia tingut diversos desmais, exactament des d'inicis de 1973, dels quals va aconseguir recuperar-se ràpidament.
El 10 de maig de 1973, durant una de les sessions de doblatge d'Enter the Dragon als estudis Golden Harvest, Bruce va començar a sentir-se malament i va decidir anar al bany per refrescar-se, en aquest lloc va començar a tenir convulsions i vòmits fins que finalment va patir un col·lapse, arran del qual va perdre el coneixement. La gent que es trobava als estudis Golden Harvest van notar que Bruce trigava molt de temps pel que van anar a buscar-lo. Quan van entrar el van trobar a terra i ràpidament el van portar a un hospital, on el van examinar a fons. El neurocirurgià Peter Woo, el doctor que el va atendre, no sabia exactament a què es devia la inflor cerebral que presentava, però, per tal de tractar-lo i reduir-li la inflamació, li van administrar manitol; i li van salvar la vida en aquella ocasió. Bruce va començar a recuperar el sentit immediatament; no obstant, no podia parlar i va trigar varis dies en recuperar-se del tot.
Aquest mateix mes, després d'acabar la postproducció d'Enter the Dragon, Bruce torna a Los Angeles per fer-se un examen mèdic complet a la UCLA (Universitat de Califòrnia). El resultat va llançar un resultat positiu per a Bruce ja que li van dir que tenia la salut i el cos d'una persona de 18 anys; a més, no es va trobar cap anomalia. Li van explicar que la pèrdua de coneixement que va tenir uns dies abans va ser produïda per un edema cerebral, amb un excés de líquid que envoltava el cervell. A Bruce li van receptar Dilantin (fenitoïna), un medicament que calma l'activitat del cervell.
El 10 de juliol d'aquell any, Bruce va tenir un altercat amb el seu antic director, Lo Wei, als estudis Golden Harvest. Lo Wei afirmava que Bruce l'havia amenaçat amb un ganivet. Aquest incident va arribar a orelles de la premsa i va ocasionar que Bruce fos convidat al programa Enjoy Yourself Tonight, on va parlar sobre l'incident. Aquesta va ser la darrera aparició televisiva que Bruce va fer en vida.

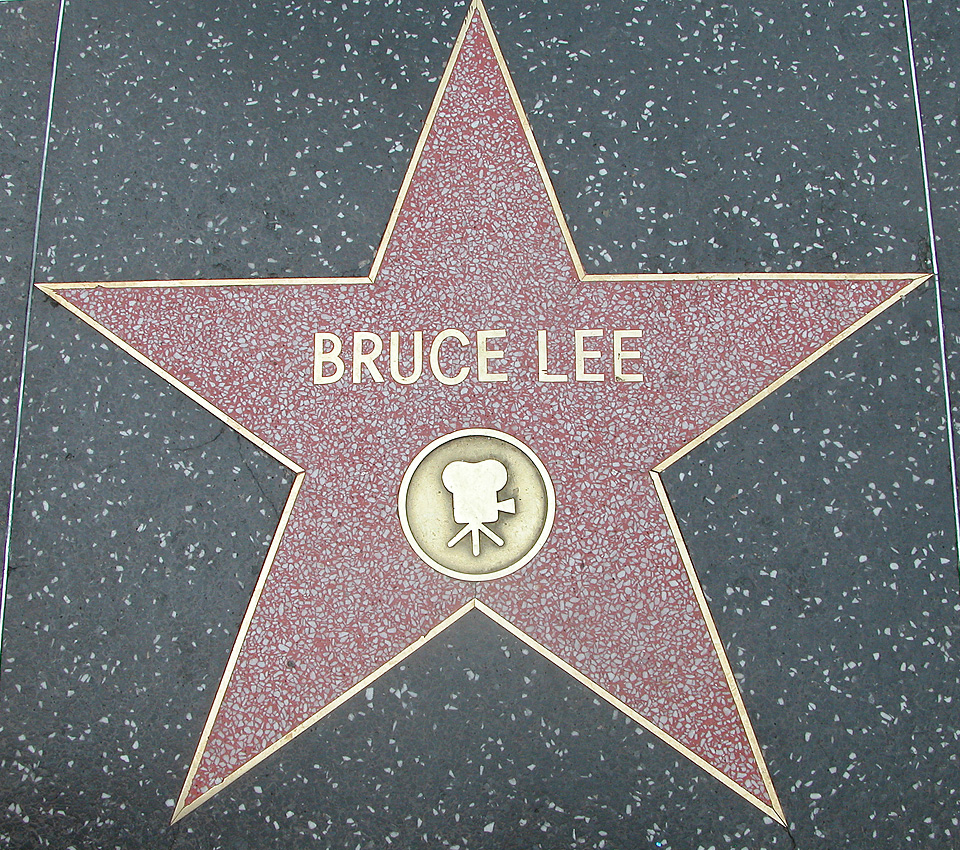
Estrella de Bruce Lee al Hollywood Walk of Fame.

El 20 de juliol de 1973 (deu dies després d'aquell incident), Bruce Lee era a casa seva a Kowloon discutint el guió de Game of Death amb Raymond Chow. Entre tots dos van triar l'actriu taiwanesa Betty Ting Pei per a un paper femení important a la pel·lícula. Després d'això, Chow va tornar a casa però abans va acordar amb Bruce i l'actor George Lazenby tenir un sopar aquella mateixa nit; Chow volia que Lazenby treballés a la pel·lícula Game of Death. Unes hores després, Bruce es va dirigir a la casa de Betty Ting Pei amb la finalitat de tractar el guió de la pel·lícula. Estant a l'apartament de la seva amiga, al voltant de les dues de la tarda, Lee va sentir un profund i aclaparador mal de cap. Betty, segons la seva versió que és considerada oficial, li va proporcionar un analgèsic amb recepta mèdica anomenat Equagesic (combinació d'aspirina i el tranquil·litzant meprobamato), que el va sumir en una profunda inconsciència de la qual ja no tornaria, entrant en estat de coma.
A les 9:00 pm Raymond Chow va trucar per telèfon a casa de Betty per saber per què Bruce no havia assistit al sopar com havien acordat. Betty li va respondre que no podia molestar Bruce perquè estava dormint. Quan es va dirigir al dormitori per intentar despertar-lo, no responia, havia entrat en un estat de coma. Als deu minuts, va arribar un metge d'urgències a la casa de Betty i va intentar reanimar Bruce, però veient que no responia van trucar a una ambulància que va arribar al voltant de les deu de la nit i que el va portar al Queen Elizabeth Hospital. Raymond va trucar per telèfon a la dona de Bruce, Linda, per a avisar-la del que estava succeint. Quan Bruce va arribar a l'hospital, els doctors el van ingressar en cures intensives i van començar a fer-li massatges cardíacs per a la seva reanimació, seguit de descàrregues elèctriques, però no van servir de res, ja que Bruce Lee havia ingressat sense vida a l'hospital.
Actualment encara s'especula sobre les causes de la mort. Chow va afirmar en una entrevista el 2005 que la mort de Bruce Lee s'havia degut a una reacció al·lèrgica al meprobamat (component de l'Equagesic que va descriure com un ingredient habitual en els analgèsics), una interpretació donada també pel forense Donald Teare. Tot i això, Filkins, un metge de gran prestigi, ha afirmat que l'explicació oficial al voltant de la causa de la mort de Lee és errònia, ja que en les reaccions al·lèrgiques als fàrmacs se solen presentar indicis com inflor irregular al coll o insuficiència respiratòria. En comptes d'això, Filkins pensa que Lee va morir a causa d'una síndrome de mort sobtada inesperada, derivada de l'epilèpsia, Sudep, síndrome que no es va identificar fins a 1995. Per la seva banda, el forense Dr Michael Hunter al programa de Discovery Channel " Autòpsies de Hollywood " presenta la tesi que el cos de Lee va col·lapsar a causa d'una crisi suprarenal com a efecte secundari a l'ús excessiu de cortisona, administrada per tractar el dolor d'una hèrnia discal.
Lee tenia gairebé 33 anys i els metges van assegurar que el cos no representava més de 18 o 20 anys biològics. Recentment s'ha dit com una altra causa atribuïble, que el seu decés va ser degut a un aneurisma que li va provocar el mal de cap i finalment el va portar a la mort. La seva mort va sorprendre el públic de Hong Kong i al principi es va atribuir com a falsa la informació. L'autòpsia de Lee va demostrar que el seu cervell s'havia inflamat massivament comprimint-se dins de la caixa cranial. No hi havia lesions externes visibles, però tenia Equagesic al seu organisme.
Prop de vint mil persones es van congregar davant de la façana de l'establiment de Pompes Fúnebres de Kowloon on hi havia el taüt de bronze, obert per la part superior, que havia costat quaranta mil dòlars. El funeral que va seguir va ser apoteòsic a Hong Kong; la multitud d'admiradors va ser tan impressionant que l'ambient on hi havia el taüt de Lee era sufocant. En el trasllat de la caixa fúnebre de Hong Kong a Seattle, on finalment va ser sepultat, va haver de canviar-se la caixa fúnebre, ja que amb la humitat o condensació, el folre blanc amb què estava folrada la caixa es va tenyir de blau, a causa del vestit de Bruce.
Finalment va ser enterrat al cementiri de Lake View a Capitol Hill, Seattle, Estats Units. Al març de 1993, el seu fill Brandon, mort després de rebre un tret accidental, va ser enterrat al seu costat. 

## Filmografia

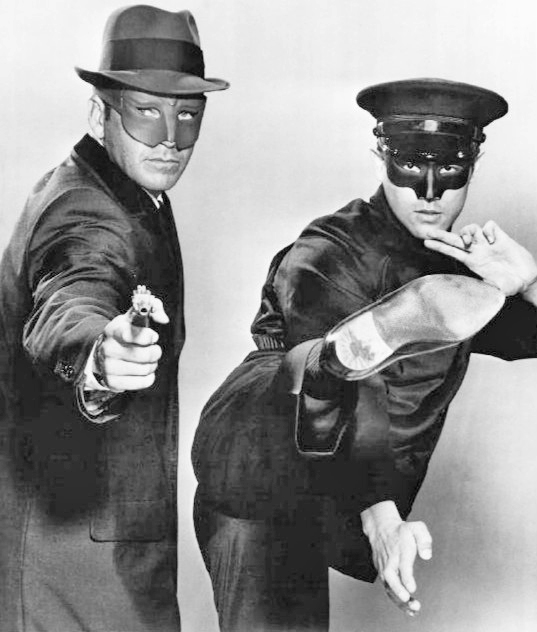
Lee com Kato (dreta) amb Van Williams a la sèrie de televisió The Green Hornet (1966).

Filmografia:

### Filmografia
| Cinema | Cinema                                                    | Cinema           | Cinema |
| ------ | --------------------------------------------------------- | ---------------- | ------ |
| Any    | Títol                                                     | Paper            |        |
| 1969   | Marlowe(Marlowe, detectiu molt privat)                    | Winslow Wong     |        |
| 1971   | The Big Boss(El Gran Cap o Karate a Mort a Bangkok)       | Cheng Chao-an    |        |
| 1972   | Fist of Fury(Fúria Oriental o Punys de Fúria)             | Chen Zhen        |        |
| 1972   | Way of the Dragon(El retorn del Drac o El Furor del Drac) | Tang Lung        |        |
| 1973   | Enter the Dragon(Operació Drac)                           | Mr. Lee          |        |
| 1978   | Game of Death(El joc de la mort)                          | Hai Ten/Billy Lo |        |

### Televisió
| 1966-1967 | The Green Hornet(L'Avispó Verd o El xou de Kato)      | Kato       | 26 episodis                                                                 |
| 1966-1967 | Batman                                                | Kato       | Episodis: "Spell of Tut", "A Piece of the Action" i "Batman's Satisfaction" |
| 1967      | Ironside                                              | Leon Soo   | Episodi: "Tagged for Murder"                                                |
| 1969      | Blondie (en)(The New Blondie)                         | Instructor | Episodi: "Pick on Someone Your Own Size"                                    |
| 1969      | Here Come the Brides (en)(Aquí vénen les núvies)      | Lin        | Episodi: "Marriage Chinese Style"                                           |
| 1971      | Longstreet                                            | Li Tsung   | 4 episodis                                                                  |
| 1971      | The Pierre Berton Show (en)(El xou de Pierre Berton)  | Ell mateix |                                                                             |
| 1970-1973 | Enjoy Yourself Tonight (en)(Diverteix-te aquesta nit) | Ell mateix | 3 episodis; la seva darrera aparició televisiva va ser en aquest programa.  |

### Videojocs
| 1984 | Bruce Lee                                            | Bruce Lee               |
| 1987 | Xina Warrior                                         | Wang                    |
| 1988 | Vigilant                                             | Bruce Lee               |
| 1989 | Bruce Lee Lives: The Fall of Hong Kong Palace (en)   | Bruce Lee               |
| 1991 | DDCrew                                               | Bruce Lee               |
| 1992 | World Heroes                                         | Kim Dragon              |
| 1993 | World Heroes 2                                       | Kim Dragon              |
| 1994 | World Heroes 2 Jet                                   | Kim Dragon              |
| 1994 | Tekken                                               | Marshall Law            |
| 1995 | World Heroes Perfect                                 | Kim Dragon              |
| 1995 | Tekken 2                                             | Marshall Law            |
| 1996 | Tekken 3                                             | Forest Law              |
| 1998 | Street Fighter Alpha 3                               | Fei Long                |
| 1999 | Tekken Tag Tournament                                | Forest Law              |
| 2001 | Bruce Lee: Tower of Death                            | Bruce Lee               |
| 2002 | Bruce Lee: Quest of the Dragon                       | Bruce Lee               |
| 2002 | Tekken 4                                             | Marshall Law            |
| 2003 | Bruce Lee: Return of the Legend                      | Bruce Lee Hai Feng      |
| 2005 | Tekken 5                                             | Marshall Law            |
| 2006 | Bruce Lee: Iron Fist 3D(només per a telèfons mòbils) | Bruce Lee               |
| 2007 | Tekken 6                                             | Marshall Law            |
| 2008 | Ultimate Bruce Lee                                   | Bruce Lee               |
| 2011 | Tekken Tag Tournament 2                              | Marshall Law Forest Law |
| 2014 | Bruce Lee: Enter the Game                            | Bruce Lee               |
| 2014 | EA Sports UFC                                        | Bruce Lee               |
| 2016 | EA Sports UFC 2                                      | Bruce Lee               |
| 2016 | Tekken 7                                             | Marshall Law            |
| 2016 | Broforce                                             | Bro Lee                 |
| 2017 | EA Sports UFC 3                                      | Bruce Lee               |
| 2020 | EA Sports UFC 4                                      | Bruce Lee               |

### Llibres
- Bruce Lee (1963), Chinese Kung Fu, the Phylosophical Art of Self-defense.
- J. Yim Lee (1972), Wing chun kung fu, chinese art of self-defense, editor tècnic: Bruce Lee. Los Angeles: Ohara Publications, Incorporated.
- El Tao del Jeet Kune Do: una publicació autoritzada per la seva vídua Linda Lee Cadwell, anys després de la mort del seu marit, en la qual es reuneixen les seves notes personals.
- El mètode de combat de Bruce Lee (4 volums): una sèrie publicada per un editor després de la seva mort, on es mostra una faceta de les interpretacions de l'art marcial.
- Bruce Lee. L'Home darrere de la Llegenda, la primera biografia original sobre Bruce Lee en espanyol (T&B Editors).
- Bruce Lee. El Guerrer de Bambú, estudi sobre la filosofia de Bruce Lee (T&B Editors).
- Revista Bruce Lee Manía, publicació oficial de l'European Bruce Lee Club, amb suport de la Bruce Lee Foundation.
- El Zen a les arts marcials, publicat el 1990. L'autor del llibre, Joe Hyams, relata al llibre les seves experiències en practicar amb Bruce Lee.